# ムーンジューン・レコード
ムーンジューン・レコード（MoonJune Records）は、プログレッシブ・ロック、ジャズ・ロック、そして前衛的な音楽に焦点をあてたレコード・レーベルである。2001年、音楽プロデューサーのレオナルド・パブコヴィッチによって設立された。

## 略歴
レオナルド・パブコヴィッチは、ユーゴスラビア生まれの南イタリア育ち。若い頃、ブラック・サバス、ディープ・パープル、ドアーズ、そしてレッド・ツェッペリンの音楽に魅了され、それからジェネシス、ピンク・フロイド、そしてイエスといったプログレッシブ・ロックに心酔し、ジョン・リー・フッカー、マディ・ウォータース、そしてジョン・メイオールのようなブルースを追いかけるようになった。また、コンサートのドキュメンタリー『ウッドストック/愛と平和と音楽の三日間』（1970年）、『ワイト島音楽祭』（1970年）、そして『ピンク・フロイド・ライヴ・アット・ポンペイ』（1972年）にも影響を与えられたと述べている。彼は、いわゆる主流と見なされる可能性のある音楽を避けている。
1980年代、彼はECMレコードとそこに属するミュージシャン、キース・ジャレット、ヤン・ガルバレク、エグベルト・ジスモンチ、パット・メセニー、テリエ・リピダル、エバーハルト・ウェーバーといったラインナップを発見した。また、ジョン・コルトレーン、マイルス・デイヴィス、サン・ラ、そしてキース・ティペットによる音楽も賞賛した。
大学で彼はブラジルとポルトガルの文学に没頭した。また、彼は6つの言語（セルビア語、クロアチア語、イタリア語、スペイン語、ポルトガル語、英語）を話せるようになった。1990年、ニューヨークに移り住み、グラフィックデザインを手掛けるようになった。相変わらずのプログレッシブ・ロック・ファンで、2000年の「NEARfest」を観覧し、そこでイタリア・ヴェローナから参加したバンド、DFAを見ることになった。友人のエルトン・ディーンと共に、DFAのアルバム『Work in Progress Live』と、2枚の別のアルバム、エルトン・ディーンとマーク・ヒウィンズによる『Bar Torque』、そしてFinisterreによる『Storybook』をリリースし、それがムーンジューン・レコードによる最初のリリースとなった。
ムーンジューン・レコードは、ジラッド・アツモン、デワ・ブジャナ、DFA、ドゥウィッキ・ダルマワン、ミシェル・デルヴィル、ユミ・ハラ、トニー・レヴィン、Marbin、フィル・ミラー、デニス・レア、マーカス・ロイター、アサフ・シルキス、ソフト・マシーン、スティック・メン、トーパティ、トライポッド、マーク・ウィングフィールドなどによるアルバムをリリースした。